# توبی هانن
توبی هانن (به انگلیسی: Toby Haenen) (زاده ۸ اکتبر ۱۹۷۳) شناگر اهل استرالیا بود.
از افتخارات وی میتوان به کسب مدال برنز در  بازی‌های المپیک تابستانی ۱۹۹۶ اشاره کرد.